# Вальтеллина Касера

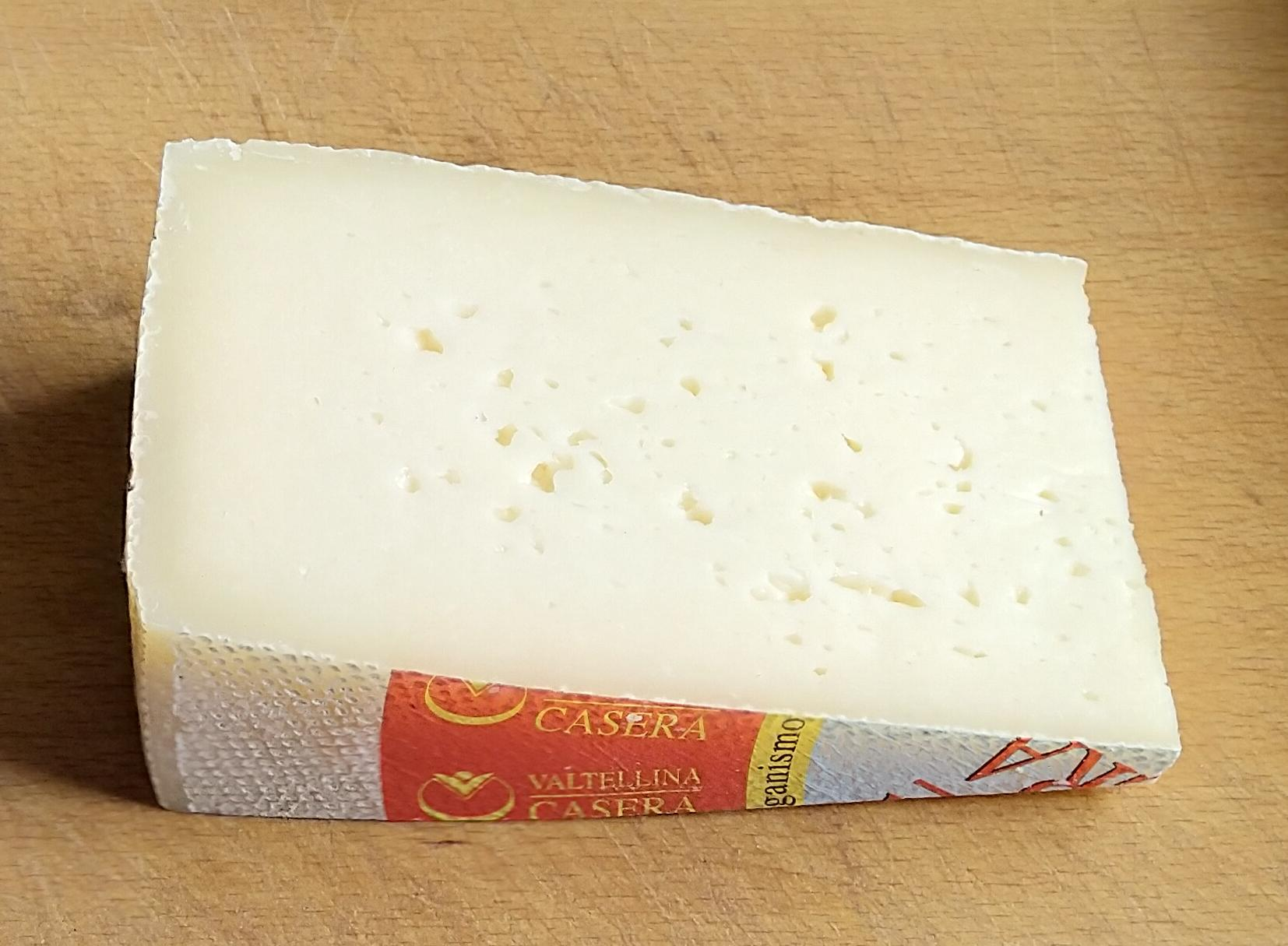
Вальтеллина Касера

Вальтеллина Касера (итал. Valtellina Casera DOP) — итальянский полутвердый сыр из коровьего молока, производимый в регионе Ломбардия, провинция Сондрио. На вальтеллинском диалекте слово «casèra» означает молочный цех, где производят сыры и масло, а также погреб для созревания сыров.

## История
Вальтеллина Касера имеет давнюю историю, его производство в Сондрио известно минимум с 1500 года. Производство этого сыра возникло благодаря тому, что несколько фермеров стали совместно перерабатывать молоко своих коров и построили для этого фермы. В 1996 году сыр получил статус DOP (итал. Denominazione di origine protetta или англ. Protected Designation of Origin).

## Технология производства
Вальтеллина Касера производится из обезжиренного коровьего молока. Рацион коров, от которых получают молоко, в основном состоит альпийских трав. Приготовление сыра происходит при температуре от 40 до 45 °C. Вызревание длится менее 70 суток.

## Характеристика
Голова сыра Вальтеллина Касера имеет прямоугольную, правильную форму, с плоскими поверхностями диаметром от 30 до 45 см и стороной 8-10 см; вес варьируется от 7 до 12 кг. Корка тонкая, но твердая. Сыр от белого до соломенно-желтого цвета, мягкий и имеет неравномерно распределенные мелкие «глазки». По мере созревания структура сыра становится более стабильной, а цвет более интенсивным. Вкус сыра сладкий и молочный, аромат сухофруктов и сена.

## Употребление
Как самостоятельное блюдо. Поскольку сыр производится из обезжиренного коровьего молока, он легкий и малокалорийный, пригодный для ежедневного потребления. Хорошо сочетается с красным вином. Сыр является важным ингредиентом для приготовления блюд местной кухни, особенно блюд из гречневой крупы, например пиццокери.